# Muzee Scheveningen
Muzee Scheveningen is een cultuur- en natuurhistorisch museum in de Nederlandse badplaats Scheveningen, een stadsdeel van Den Haag, dat de geschiedenis, cultuur en het dagelijks leven van die plaats in beeld brengt, vooral in relatie tot de zee en de visserij. Het museum trok in 2011 30.000 bezoekers., in 2017 waren het er ruim 40.000.

## Vaste collectie
Muzee Scheveningen ontstond in 2006 na het samengaan van Museum Scheveningen en het Zeemuseum. Naast een cultuurhistorische collectie beschikt het museum daardoor ook over een belangrijke zeebiologische collectie. Er zijn schilderijen en tekeningen te zien vooral rondom de visserij en de geschiedenis van het vissersdorp en de badplaats, samen met het wonderlijke dierenleven in zee. Het museum beschikt over een grote collectie schelpen vanuit de hele wereld. Een tropisch zeeaquarium maakt eveneens deel uit van de vaste tentoonstelling.

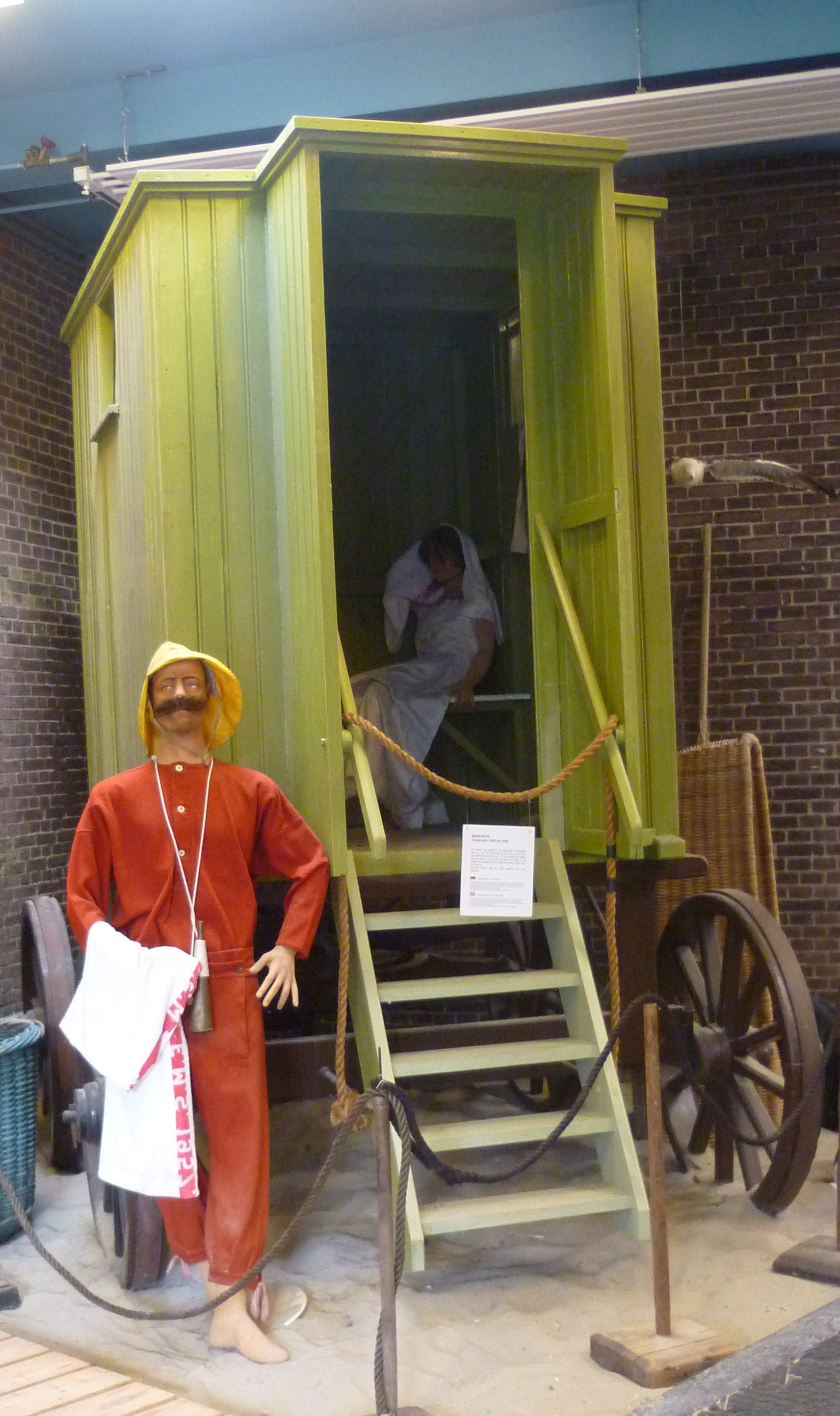
Badkoets
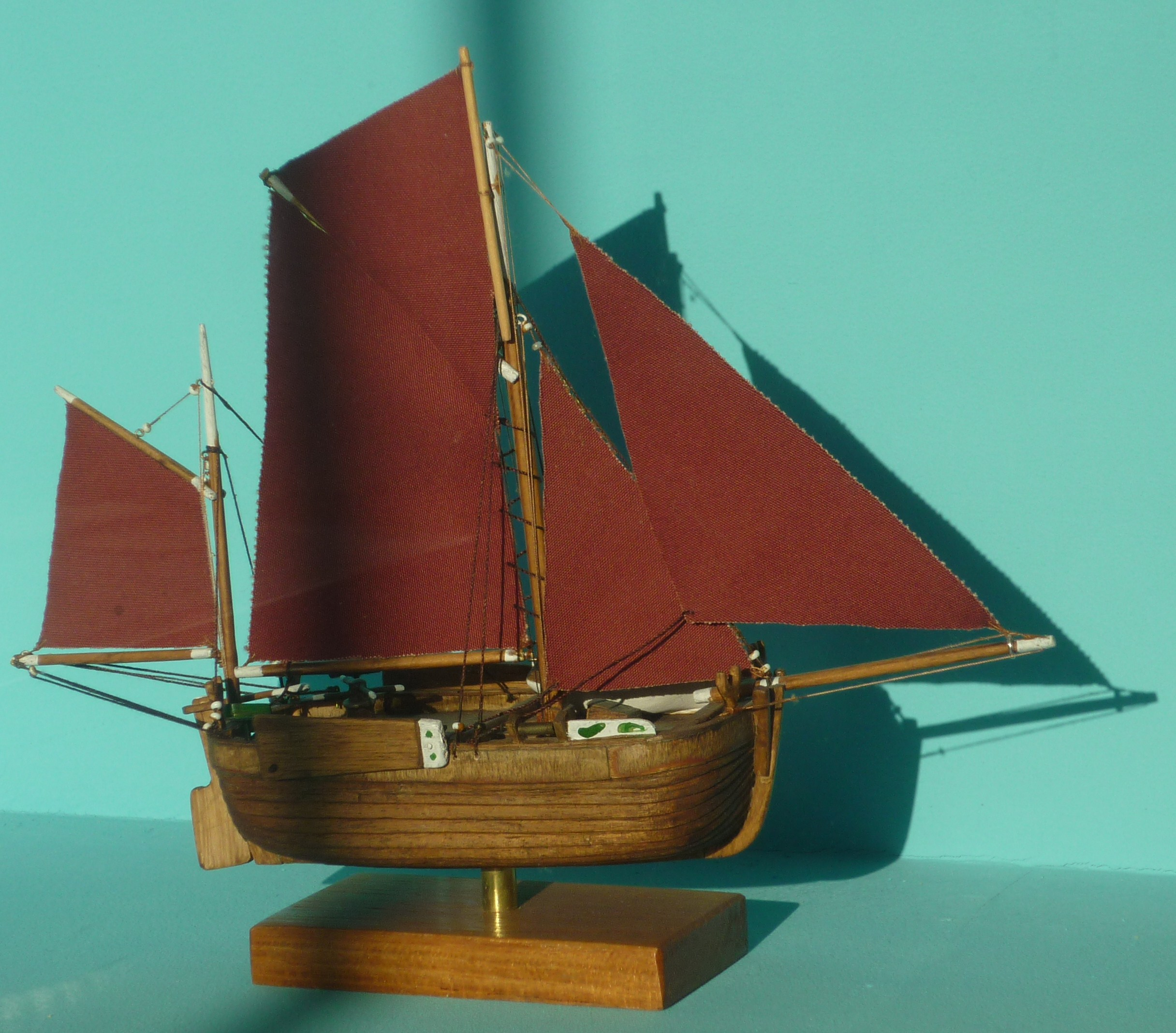
Bomschuit
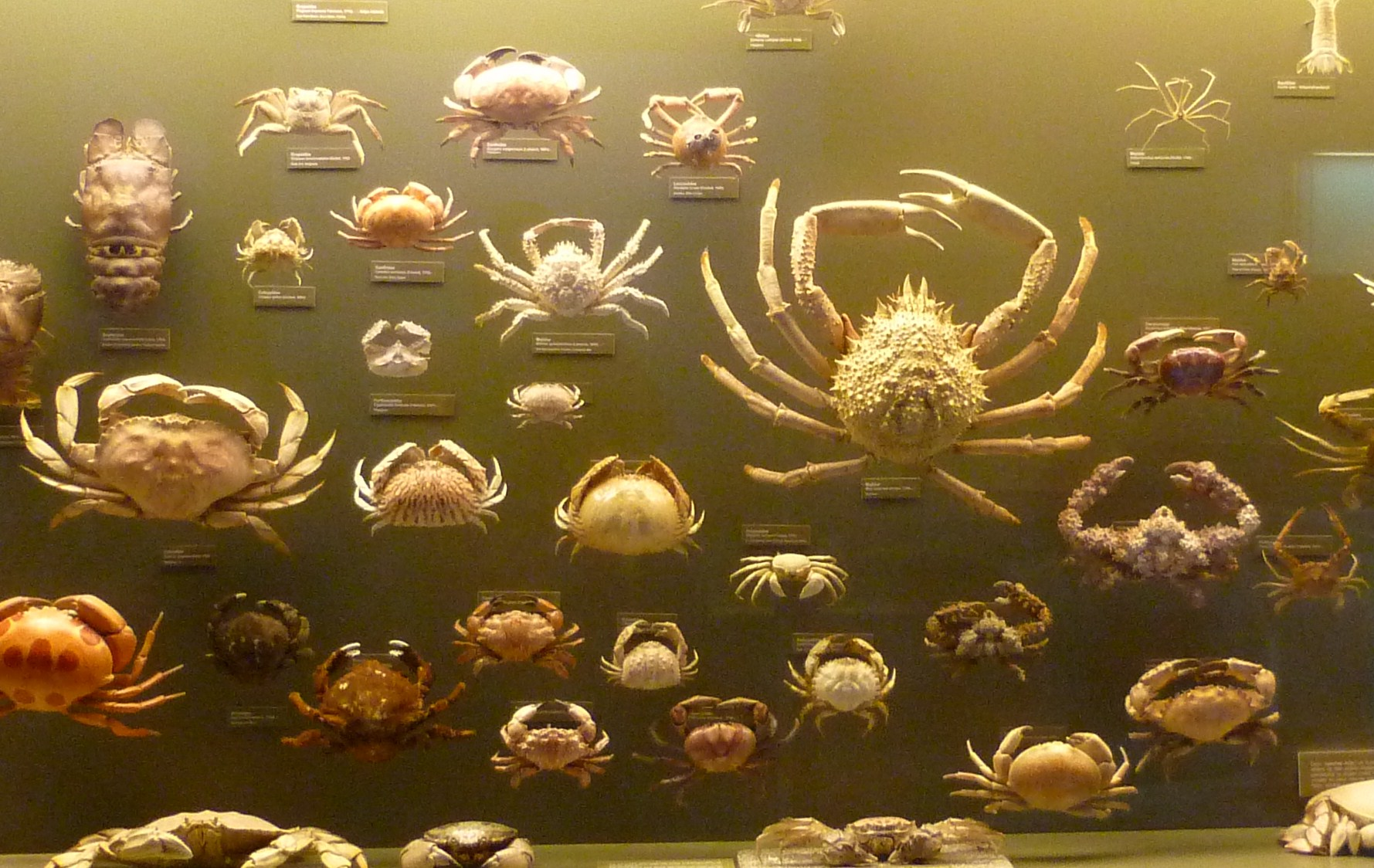
Krabbencollectie

## Wisseltentoonstellingen
Voor tijdelijke tentoonstellingen met een bepaald thema beschikt het museum over een aparte zaal.
Voorbeelden van onderwerpen zijn: 'Spannende spinnen', 'Een vergeten scheepsramp bij Scheveningen', 'Eens een Duindorper, altijd een Duindorper - 100 Jaar Duindorp', 'Eerste Wereldoorlog op Scheveningen, herinneringen uit een Haags dagboek'.

## Activiteiten
Ingevolge gemeentelijk beleid dient iedere wijk van Den Haag een cultuurcentrum te hebben. Het museum vervult die functie voor Scheveningen. Er worden muziek- en theateravonden gehouden en het gebouw doet dienst als vergader- en repetitieruimte. In 2007 werd het een trouwlocatie.

## School
Het museum is gevestigd in een voormalige burgerschool, die in 1878 de eerste openbare mulo in Scheveningen was. Een reliëf met de tekst Gemeenteschool boven de oude hoofdingang herinnert hier nog aan. Het gebouw werd in 1877 in renaissancestijl gebouwd. De school begon in een pand aan de voormalige renbaan Scheveningen en betrok een jaar later het nieuwe schoolgebouw aan de Noordstraat, die sinds 1879 de Neptunusstraat wordt genoemd.
In 1948 werd de naam van de school Neptunusschool. In 1967 fuseerde de school met het Johan de Witt Lyceum dat toen aan de Nieuwe Duinweg was gevestigd. Het schoolgebouw werd geheel gerestaureerd en Museum Scheveningen werd de nieuwe gebruiker.
Het museum beschikt over een museumwinkel en een 'visserscafé'.

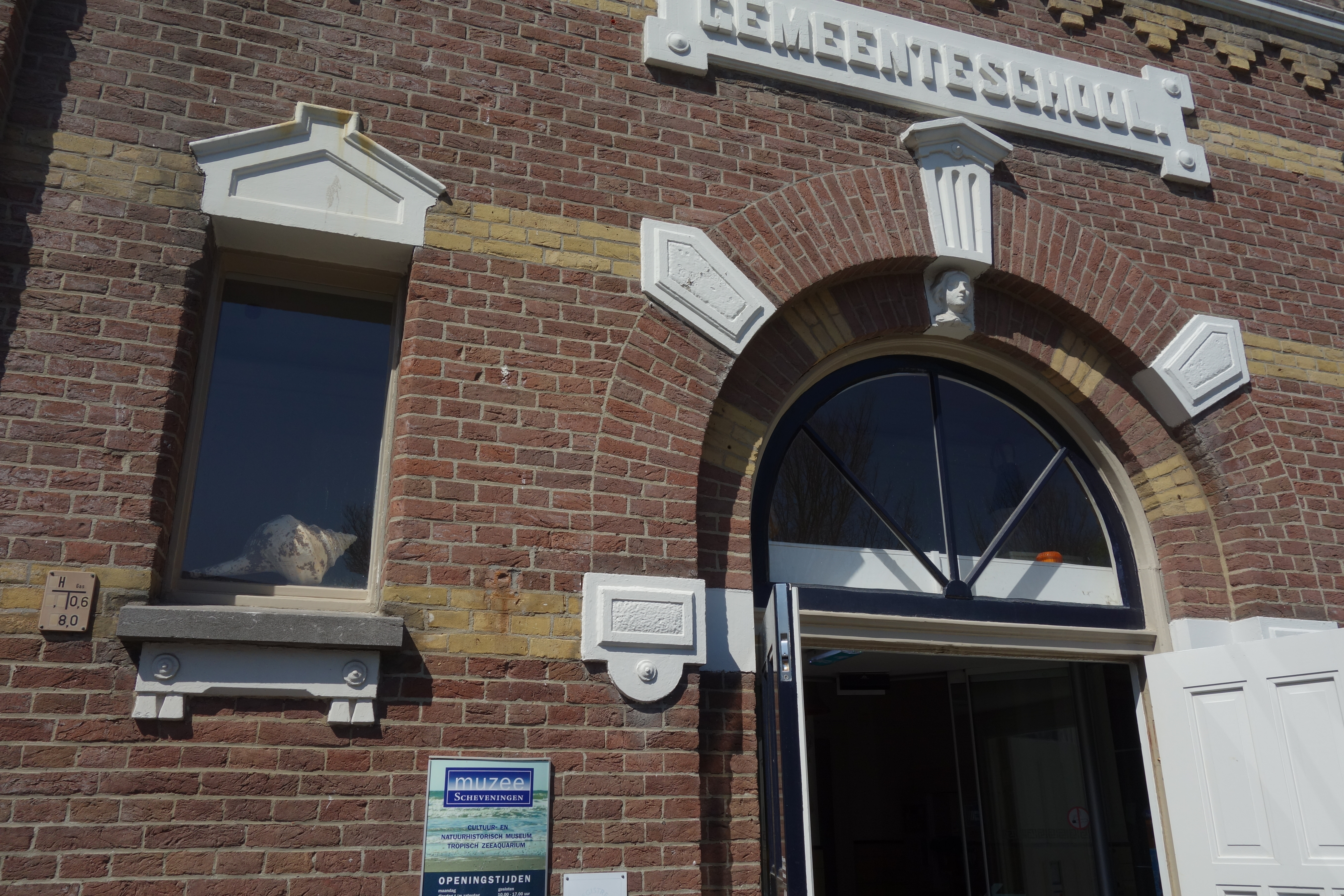
Reliëf Gemeenteschool boven de ingang
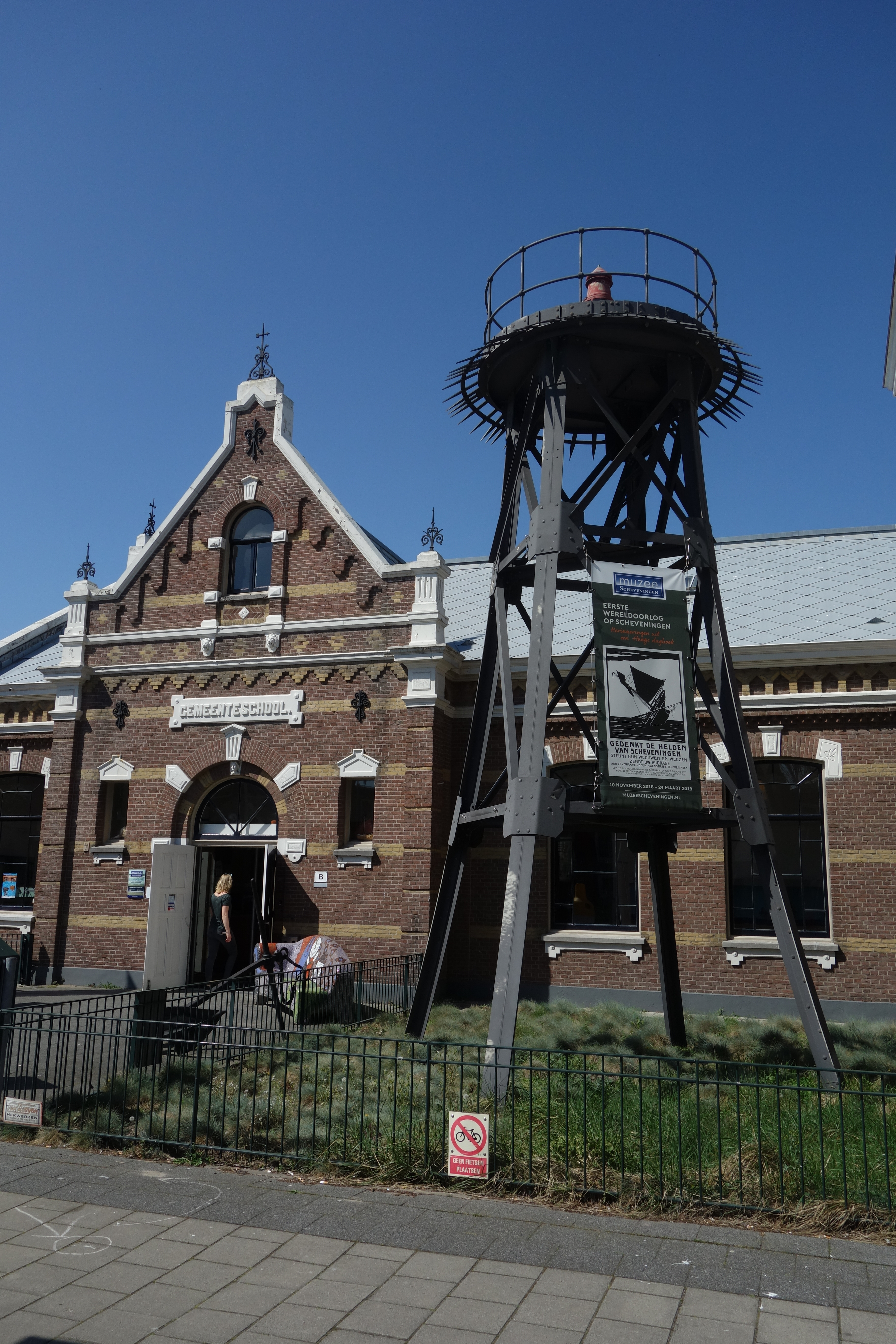
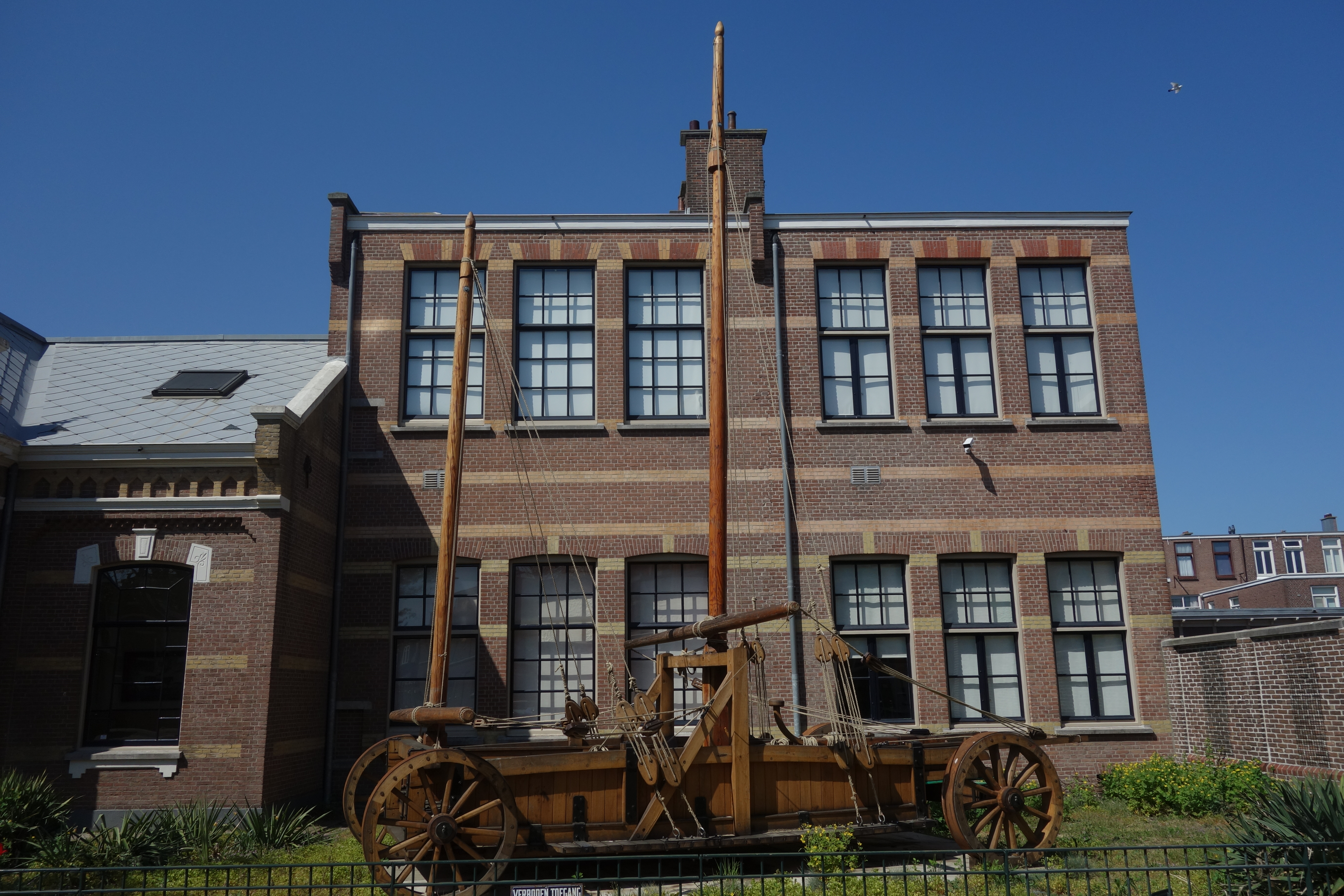
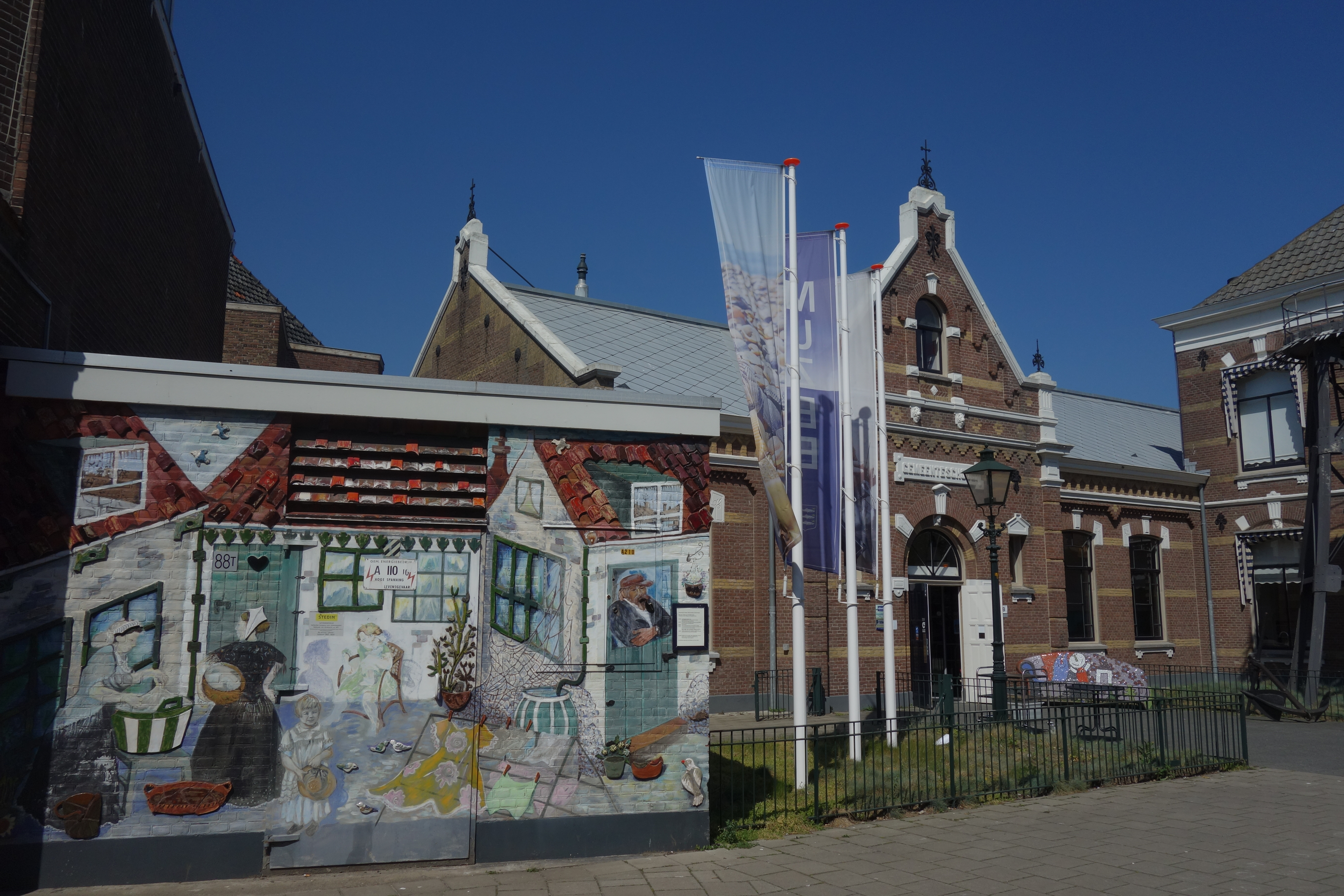
Muurschildering